# Championnat du Nicaragua de football 2001-2002
Navigation
Saison précédente Saison suivante
La Primera División 2001-2002 est la cinquante-neuvième édition de la première division nicaraguayenne.
Lors de ce tournoi, le Deportivo Walter Ferreti a tenté de conserver son titre de champion du Nicaragua face aux neuf meilleurs clubs nicaraguayens.
Chacun des dix clubs participant était confronté deux fois aux neuf autres équipes, puis les six meilleurs se sont affrontés lors d'une phase finale à la fin du tournoi.
Seulement deux places étaient qualificatives pour la Copa Interclubes UNCAF.

## Les 10 clubs participants
| \| I Deportivo Bluefields Chinandega FC / Diriangén FC Deportivo Jalapa Deportivo Masachapa Deportivo Parmalat Deportivo Walter Ferreti Real Estelí FC Real Madriz FC San Marcos Deportivo Parmalat Deportivo Walter Ferreti \| Localisation des clubs engagés dans le championnat. |
| I Deportivo Bluefields Chinandega FC / Diriangén FC Deportivo Jalapa Deportivo Masachapa Deportivo Parmalat Deportivo Walter Ferreti Real Estelí FC Real Madriz FC San Marcos Deportivo Parmalat Deportivo Walter Ferreti                                                           |

| Club                      | Stade                                        | Capacité          | Ville              |
| Deportivo Bluefields (en) | Stade Glorias Costeñas                       | 4 000             | Bluefields         |
| Chinandega FC (en)        | Stade Efraín Tijerino                        | 8 000             | Chinandega         |
| Diriangén FC              | Stade Cacique Diriangén                      | 7 500             | Diriamba           |
| Deportivo Jalapa (en)     | Stade Alejandro Ramos                        | 1 000             | Jalapa             |
| Deportivo Masachapa       | Stade inconnu                                | Capacité inconnue | San Rafael del Sur |
| Deportivo Parmalat        | Stade inconnu                                | Capacité inconnue | Managua            |
| Real Estelí FC            | Stade de l'Indépendance                      | 4 800             | Estelí             |
| Real Madriz               | Stade Municipal de Somoto                    | 3 000             | Somoto             |
| FC San Marcos             | Stade Olimpico de San Marcos                 | 3 000             | San Marcos         |
| Deportivo Walter Ferreti  | Stade Olympique de l'Indépendance de Managua | 8 000             | Managua            |

## Compétition
Cette compétition se déroule de la façon suivante, en trois phases :
- La phase de qualification : les dix-huit journées de championnat.
- La phase hexagonale : les dix journées de championnat supplémentaires entre le six meilleures équipes.
- La phase finale : les confrontations aller-retour allant des demi-finales à la finale.

### Phase de qualification
Les dix équipes affrontent à deux reprises les neuf autres équipes selon un calendrier tiré aléatoirement.
Le classement est établi sur le barème de points classique (victoire à 3 points, match nul à 1, défaite à 0).
Le départage final se fait selon les critères suivants :
- Le nombre de points.
- La différence de buts générale.
- Le nombre de buts marqué.

#### Classement
| Rang | Équipe                       | Pts | J  | G  | N | P  | Bp | Bc | Diff |
| ---- | ---------------------------- | --- | -- | -- | - | -- | -- | -- | ---- |
| 1    | Real Estelí FC               | 36  | 18 | 10 | 6 | 2  | 38 | 14 | +24  |
| 2    | Deportivo Jalapa (en)        | 33  | 18 | 10 | 3 | 5  | 36 | 23 | +13  |
| 3    | Real Madriz                  | 32  | 18 | 9  | 5 | 4  | 32 | 21 | +11  |
| 4    | Deportivo Parmalat (P)       | 31  | 18 | 8  | 7 | 3  | 42 | 27 | +15  |
| 5    | FC San Marcos                | 31  | 18 | 8  | 7 | 3  | 33 | 18 | +15  |
| 6    | Deportivo Walter Ferreti (T) | 29  | 18 | 9  | 2 | 7  | 25 | 21 | +4   |
| 7    | Diriangén FC                 | 25  | 18 | 6  | 7 | 5  | 33 | 23 | +10  |
| 8    | Deportivo Bluefields (en)    | 14  | 18 | 4  | 2 | 12 | 24 | 38 | -14  |
| 9    | Deportivo Masachapa          | 11  | 18 | 3  | 2 | 13 | 22 | 56 | -34  |
| 10   | Chinandega FC (en)           | 6   | 18 | 1  | 3 | 14 | 15 | 59 | -44  |

| Légende : Qualifications et relégations | Légende : Qualifications et relégations                  |
| --------------------------------------- | -------------------------------------------------------- |
|                                         | Qualifié pour la phase hexagonale                        |
|                                         | Relégué en Segunda División                              |
|                                         | (T) : Tenant du titre (P) : Promu de la saison 2000-2001 |

#### Matchs
| Résultats (▼dom., ►ext.)                                   | Blu | Chi | Dir | REs  | Jal | RMa | Mac | Par | San | Wal |
| Deportivo Bluefields (en)                                  |     | 1-0 | 1-2 | 0-3  | 0-2 | 3-4 | 3-0 | 3-3 | 3-0 | 1-2 |
| Chinandega FC (en)                                         | 2-2 |     | 1-4 | 2-13 | 1-4 | 0-1 | 2-1 | 2-2 | 0-3 | 0-2 |
| Diriangén FC                                               | 3-1 | 3-3 |     | 0-0  | 3-0 | 5-1 | 1-2 | 0-0 | 0-0 | 1-2 |
| Real Estelí FC                                             | 3-0 | 3-0 | 1-1 |      | 1-0 | 2-1 | 2-0 | 2-2 | 1-1 | 1-0 |
| Deportivo Jalapa (en)                                      | 1-0 | 5-0 | 1-1 | 1-0  |     | 1-1 | 4-1 | 1-4 | 1-1 | 1-0 |
| Real Madriz                                                | 3-1 | 4-1 | 4-0 | 1-1  | 3-1 |     | 3-0 | 2-2 | 2-1 | 0-1 |
| Deportivo Masachapa                                        | 2-3 | 2-1 | 1-6 | 3-0  | 1-5 | 1-1 |     | 4-4 | 1-5 | 0-5 |
| Deportivo Parmalat                                         | 3-0 | 3-0 | 3-2 | 1-2  | 2-3 | 1-0 | 4-1 |     | 0-1 | 4-1 |
| FC San Marcos                                              | 3-1 | 3-0 | 1-1 | 1-1  | 3-1 | 0-1 | 5-1 | 2-2 |     | 2-2 |
| Deportivo Walter Ferreti                                   | 2-1 | 3-0 | 1-0 | 0-2  | 1-4 | 0-0 | 2-1 | 1-2 | 0-1 |     |
| - Victoire à domicile - Match nul - Victoire à l'extérieur |     |     |     |      |     |     |     |     |     |     |

### Phase hexagonale
Les six équipes qualifiées affrontent à deux reprises les cinq autres équipes selon un calendrier tiré aléatoirement.
Le classement est établi sur le barème de points classique (victoire à 3 points, match nul à 1, défaite à 0).
Le départage final se fait selon les critères suivants :
- Le nombre de points.
- La différence de buts générale.
- Le nombre de buts marqué.

#### Classement
| Rang | Équipe                       | Pts | J  | G | N | P | Bp | Bc | Diff |
| ---- | ---------------------------- | --- | -- | - | - | - | -- | -- | ---- |
| 1    | Deportivo Jalapa (en)        | 16  | 10 | 5 | 1 | 4 | 19 | 13 | +6   |
| 2    | Deportivo Walter Ferreti (T) | 15  | 10 | 4 | 3 | 3 | 9  | 8  | +1   |
| 3    | FC San Marcos                | 15  | 10 | 4 | 3 | 3 | 11 | 11 | 0    |
| 4    | Real Estelí FC               | 14  | 10 | 3 | 5 | 2 | 6  | 6  | 0    |
| 5    | Real Madriz                  | 13  | 10 | 3 | 4 | 3 | 9  | 11 | -2   |
| 6    | Deportivo Parmalat (P)       | 7   | 10 | 1 | 4 | 5 | 11 | 16 | -5   |

| Légende : Qualifications et relégations | Légende : Qualifications et relégations                  |
| --------------------------------------- | -------------------------------------------------------- |
|                                         | Qualifié pour les demi-finales                           |
|                                         | (T) : Tenant du titre (P) : Promu de la saison 2000-2001 |

#### Matchs
| Résultats (▼dom., ►ext.)                                   | REs | Jal | RMa | Par | San | Wal |
| Real Estelí FC                                             |     | 1-0 | 0-0 | 2-1 | 0-1 | 1-0 |
| Deportivo Jalapa (en)                                      | 3-1 |     | 1-3 | 3-0 | 3-0 | 0-1 |
| Real Madriz                                                | 0-0 | 0-3 |     | 2-2 | 2-1 | 1-0 |
| Deportivo Parmalat                                         | 0-0 | 2-3 | 0-0 |     | 3-3 | 1-2 |
| FC San Marcos                                              | 1-1 | 2-0 | 2-1 | 1-0 |     | 0-0 |
| Deportivo Walter Ferreti                                   | 0-0 | 3-3 | 2-0 | 0-2 | 1-0 |     |
| - Victoire à domicile - Match nul - Victoire à l'extérieur |     |     |     |     |     |     |

### La Phase Finale
Les quatre équipes sont réparties dans le tableau final d'après leur classement général.
En cas d'égalité sur la somme des deux matchs, une prolongation puis une séance de tirs au but ont éventuellement lieu.

#### Tableau
|  |                          |            |                          |            |                       |     |   |        |        |        |        |        |
|  | 1/2 finale               | 1/2 finale | 1/2 finale               | 1/2 finale | 1/2 finale            |     |   | Finale | Finale | Finale | Finale | Finale |
|  |                          |            |                          |            |                       |     |   |        |        |        |        |        |
|  |                          |            |                          |            |                       |     |   |        |        |        |        |        |
|  | Deportivo Jalapa (en)    | (1)        | 0                        | 2          |                       |     |   |        |        |        |        |        |
|  | Deportivo Jalapa (en)    | (1)        | 0                        | 2          |                       |     |   |        |        |        |        |        |
|  | Real Estelí FC           | (4)        | 1                        | 0          |                       |     |   |        |        |        |        |        |
|  | Real Estelí FC           | (4)        | 1                        | 0          | Deportivo Jalapa (en) | (1) | 1 | 4      |        |        |        |        |
|  |                          |            |                          |            |                       | (1) | 1 | 4      |        |        |        |        |
|  |                          |            | Deportivo Walter Ferreti | (2)        | 1                     | 0   |   |        |        |        |        |        |
|  | Deportivo Walter Ferreti | (2)        | Deportivo Walter Ferreti | (2)        | 1                     | 0   | 2 | 1      | 0(3)   |        |        |        |
|  | Deportivo Walter Ferreti | (2)        |                          |            |                       |     | 2 | 1      | 0(3)   |        |        |        |
|  | FC San Marcos            | (3)        | 1                        | 2          | 0(2)                  |     |   |        |        |        |        |        |
|  | FC San Marcos            | (3)        | 1                        | 2          | 0(2)                  |     |   |        |        |        |        |        |

#### Demi-finales
| Club                     | Aller | Retour | Club           | Commentaire       |
| Deportivo Jalapa (en)    | 0-1   | 2-0    | Real Estelí FC |                   |
| Deportivo Walter Ferreti | 2-1   | 1-2    | FC San Marcos  | Tirs au but : 3-2 |

#### Finale
| Match aller   | Deportivo Walter Ferreti | 1:1   | Deportivo Jalapa (en) | Stade Olympique de l'Indépendance de Managua |  |
| 28 avril 2002 | Milton Bustos 41e        | (1:0) | Edgard Róchez 88e     |                                              |  |

| Match retour | Deportivo Jalapa (en)                                    | 4:1   | Deportivo Walter Ferreti | Stade Alejandro Ramos |  |
| 5 mai 2002   | Centeno 44e · Osorio 70e · Rochez 80e (pen.) · Varez 90e | (1:0) | But inscrit              |                       |  |

## Bilan du tournoi
| Tableau d'Honneur |                       |
| Compétition       | Vainqueur             |
| Primera División  | Deportivo Jalapa (en) |

| Qualifications continentales 2002-2003 |                                     |
| Copa Interclubes UNCAF                 | Qualifiés                           |
| Phase de groupes                       | Deportivo Jalapa (en) FC San Marcos |

| Promotions et relégations   |                    |
| Relégué en Segunda División | Chinandega FC (en) |
| Promu de Segunda División   | Inter Barrio Cuba  |